# Wilhelm Bendz

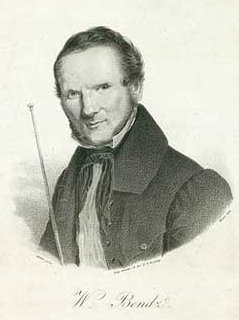
Wilhelm Bendz, um 1830

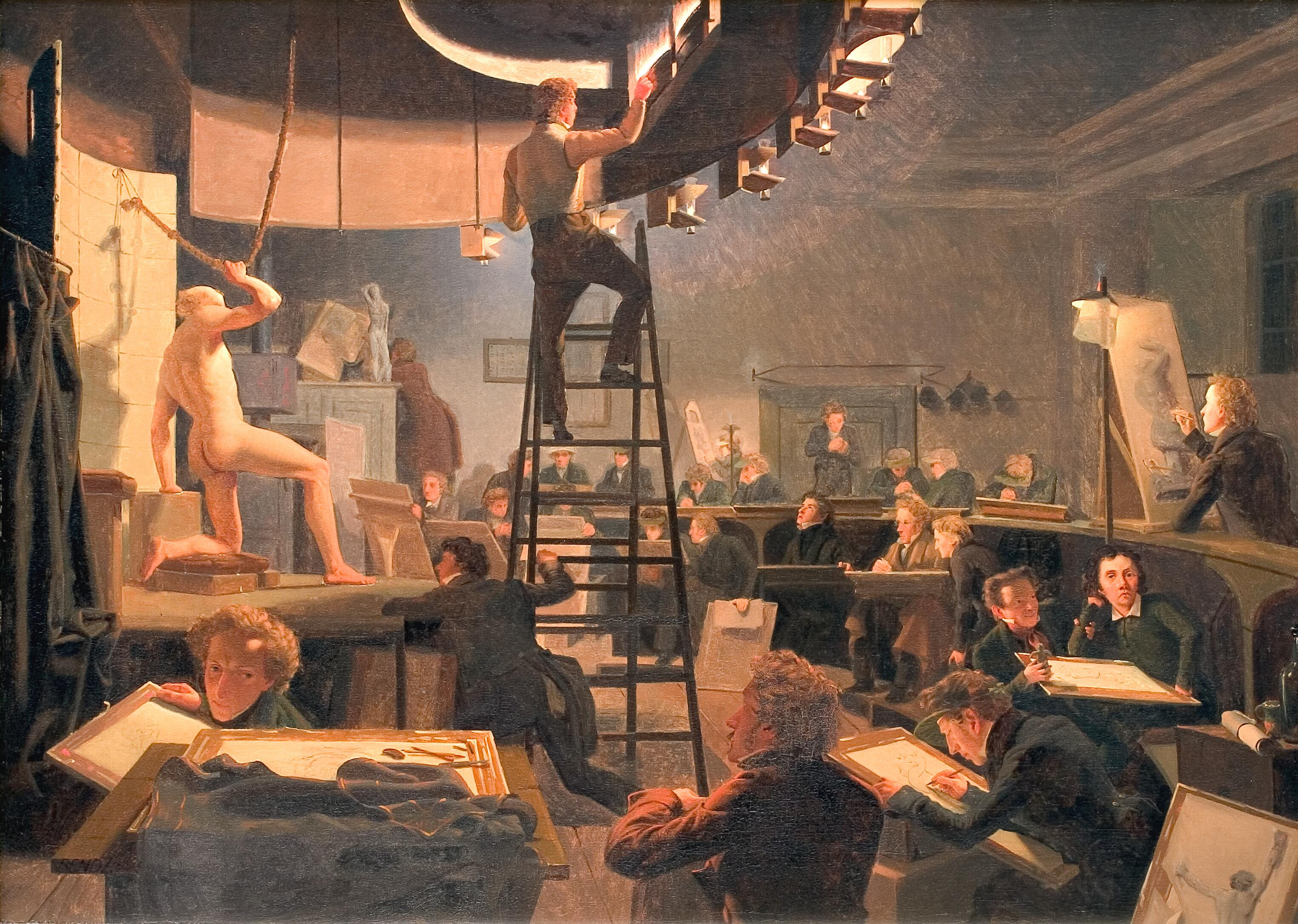
Wilhelm Bendz: Aktunterricht an der Kunstakademie, 1826, Öl auf Leinwand, 57,7 × 82,5 cm, Statens Museum for Kunst. Bendz hat sich links am unteren Rand selbst abgebildet. Sein Gesichtsausdruck und das Verhalten einiger Studenten zeigen eine kritische oder unernste Einstellung zum traditionellen akademischen Betrieb.

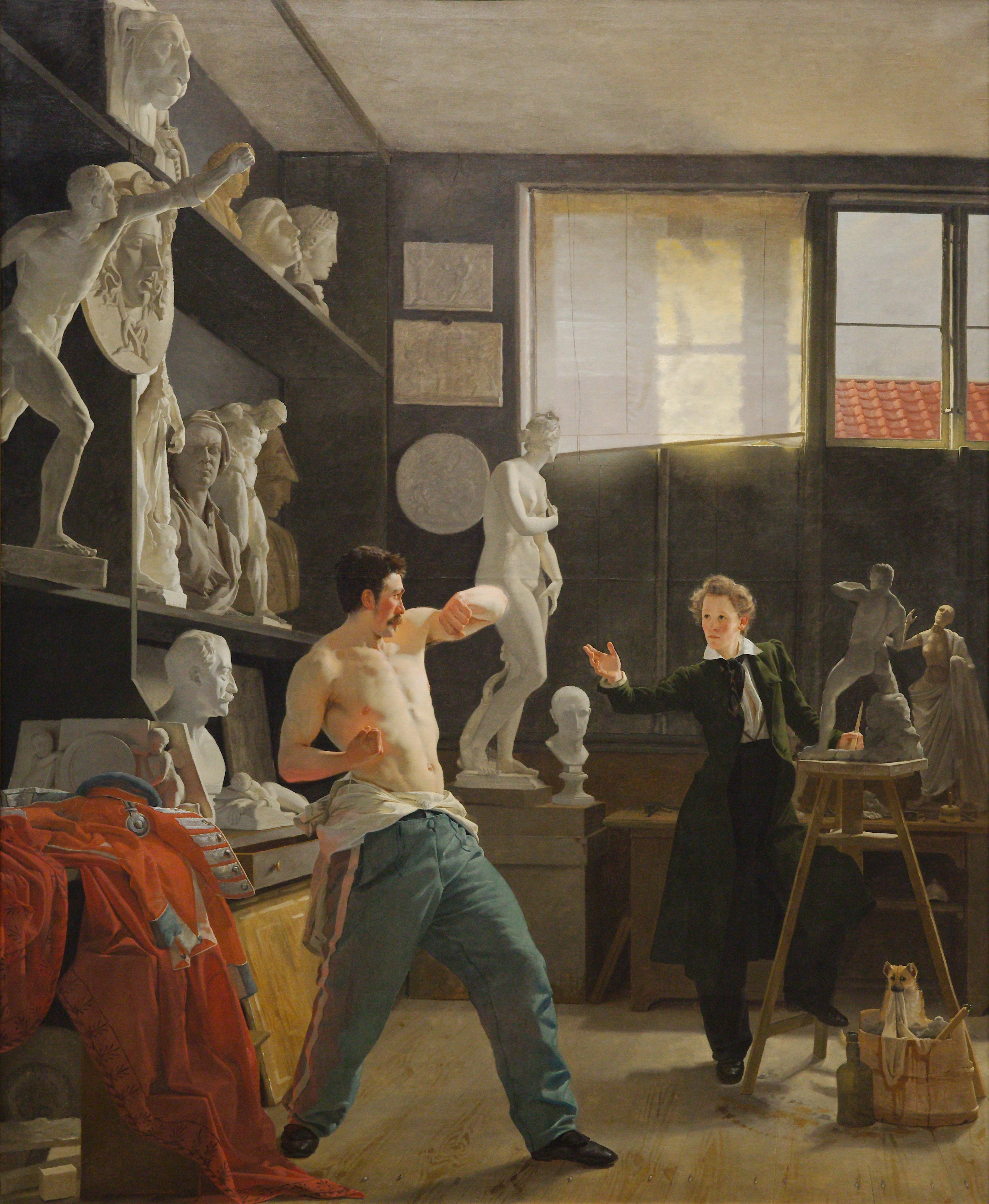
Wilhelm Bendz: Ein Bildhauer (Cristen Cristensen) im Atelier an einem lebenden Modell arbeitend, 1827, 219,7 × 187,7 cm, Statens Museum for Kunst. Bendz stellt den antiken Statuen ein neues Wirklichkeitsideal gegenüber.

Wilhelm Ferdinand Bendz (* 20. März 1804 in Odense; † 14. November 1832 in Vicenza) war ein dänischer Maler, der als Genre- und Porträtmaler des Goldenen Dänischen Zeitalters bekannt wurde. Trotz seines kurzen Lebens, ist sein Werk von herausragender Innovationskraft und, anders als jenes seiner Mitstudenten an der dänischen Akademie, vermutlich von der deutschen Malerei seiner Zeit – insbesondere von Johann Erdmann Hummel – entscheidend beeinflusst.

## Leben
Wilhelm Bendz begann 1820 sein Studium an der Königlich Dänischen Kunstakademie in Kopenhagen zunächst im Fach Architektur. Er war 1822 ein Privatschüler von Christoffer Wilhelm Eckersberg und strebte eine Vereinigung von Porträt-, Genre- und Historienmalerei an. Dramatische Lichteffekte und die spielerisch-selbstironische Auseinandersetzung mit der eigenen Künstlergemeinschaft prägen sein Werk. Im Wettbewerb der Akademie erhielt er die silberne Medaille. Nach dem Studium besuchte er vier Jahre lang keinen Malunterricht. Auf seiner Reise in den Süden machte er einen einjährigen Halt in München. Er starb 28-jährig während seiner ersten Italienreise an einer Lungenentzündung.